# Benito Juárez (municipalité de Veracruz)
Pour les articles homonymes, voir Benito Juárez (homonymie).
La municipalité de Benito Juárez est l'une des 212 municipalités de l'État de Veracruz, et est située dans la partie nord de cet État. Située à l'ouest du golfe du Mexique, elle fait partie du bassin versant du fleuve Río Tuxpan, et se trouve sur les contreforts de la Sierra de Chicontepec, prolongement oriental du massif montagneux de la Sierra Madre orientale. Elle est limitrophe à l'ouest de l'État d'Hidalgo. Son chef-lieu est la ville éponyme de Benito Juárez. Elle dépend de la région Huasteca Baja, du nom du peuple des Huaxtèques qui y est établi, et est une des 10 subdivisions administratives de l'État de Veracruz.

## Géographie
La municipalité de Benito Juárez s'étend du nord au sud dans le bassin versant du fleuve Río Tuxpan, où elle est arrosée par plusieurs rivière affluentes du Río Calabozo. Assise pour partie sur les contreforts orientaux du massif montagneux de la Sierra Madre orientale, en un secteur nommé Sierra de Chicontepec, son altitude oscille entre 100 1100 mètres. Son chef-lieu, la ville éponyme de Benito Juárez, se trouve dans les confins nord de son territoire. Ce territoire couvre une superficie de 233,4 km2, et était peuplé en 2015 de 17 618 habitants, pour une densité de 75,5 habitants par km2.
Cette municipalité est limitrophe au nord de celle de Chicontepec, à l'ouest, dans l'État d'Hidalgo, de celle de Xochiatipan, au sud-ouest, à nouveau dans l'État de Veracruz, de celle de Zontecomatlán de López y Fuentes, au sud de celle de Tlachichilco, et à l'est de celle d'Ixhuatlán de Madero.

## Composition et démographie
La municipalité était composée en 2015 de 84 localités, dont une seule était considérée comme urbaine, les autres étant rurales.
| Localité            | Population |
| ------------------- | ---------- |
| Benito Juárez       | 1393       |
| Tenantitla          | 1273       |
| Hueycuatitla        | 950        |
| Tlatlapango Grande  | 845        |
| Otlamalácatl        | 769        |
| Reste des localités | 11 462     |
| Total population    | 17 618     |

En plus de l'espagnol, plusieurs langues amérindiennes sont parlées dans la municipalité, dont les principales sont par ordre d'importance : le nahuatl, les autres langues étant très marginales.

## Histoire
En 1834, la municipalité est créée, avec pour chef-lieu la localité de Santa Cruz. En 1877, ce chef-lieu est déplacé à Xochioloco, puis en 1879 à Cececapa, avant de revenir à Santa Cruz en 1883. Entre 1921 et 1930, la municipalité prend le nom de Santa Cruz de Juárez, puis son nom actuel.

## Économie

### Agriculture et élevage
La superficie des parcelles semées représentait en 2019 une surface totale de 13 290 hectares, parmi lesquels 8246 hectares étaient voués à la culture du maïs, 3875 hectares étaient voués à la culture de l'orange, et 960 hectares à étaient voués à celle du haricot.
En 2019, la production de viande par tonnes comprenait 854,3 tonnes de viande bovine, 237,7 tonnes de viande porcine, 4,1 tonne de viande ovine et 2,9 tonnes de volailles. La superficie vouée à l'élevage représentait alors 11 857 hectares.